# Bruty
Bruty és un poble i municipi d'Eslovàquia que es troba a la regió de Nitra, al sud-oest del país. El 2022 tenia una població estimada de 591 habitants.

## Història
La primera menció escrita de la vila es remunta al 1223.

## Demografia
| Godina             | 1994 | 2004   | 2014    | 2024 |
| ------------------ | ---- | ------ | ------- | ---- |
| Nombre de persones | 734  | 681    | 605     | 605  |
| Diferència         |      | −7,22% | −11,16% | +0%  |

| Godina             | 2023 | 2024   |
| ------------------ | ---- | ------ |
| Nombre de persones | 608  | 605    |
| Diferència         |      | −0,49% |